# КК Хапоел Јерусалим
КК Хапоел Јерусалим (хебр. הפועל 'מגדל' ירושלים) израелски је кошаркашки клуб из Јерусалима. Тренутно се такмичи у Суперлиги Израела и у ФИБА Лиги шампиона.

## Историја
Хапоел Јерусалим је основан 1943. године, а свој деби у највишем рангу имали су 1955. године. Током 50-их и 60-их тим је играо у првој лиги, да би наредне две деценије провео између прве и друге лиге. Године 1985. вратили су се у прву лигу и од тад су редован члан, и један од најбољих израелских тимова.
Своје прве трофеје освојили су 1996. и 1997, освојивши израелски куп, где су оба пута у финалу савладали Макаби Тел Авив. Године 2004. остварили су свој највећи успех освојивши УЛЕБ Куп, савладавши Реал Мадрид у финалу. Године 2007. и 2008. су поново освојили израелски куп. До првог трофеја у националном првенству дошли су у сезони 2014/15, а исти успех су поновили у сезони 2016/17.

## Успеси

### Национални
- Првенство Израела:
  - Првак (2): 2015, 2017.
  - Вицепрвак (7): 1996, 1997, 1999, 2001, 2006, 2007, 2016.
- Куп Израела:
  - Победник (8): 1996, 1997, 2007, 2008, 2019, 2020, 2023, 2024.
  - Финалиста (8): 1999, 2000, 2001, 2002, 2004, 2006, 2015, 2017.
- Лига куп Израела:
  - Победник (6): 2008, 2009, 2014, 2016, 2019, 2023.
  - Финалиста (3): 2007, 2010, 2013.

### Међународни
- УЛЕБ Куп:
  - Победник (1): 2004.

- ФИБА Лига шампиона:
  - Финалиста (1): 2023.

## Познатији играчи
- Фрањо Араповић
- Лиор Елијаху
- Рамел Кари
- Емир Мутапчић
- Јогев Охајон
- Гај Пнини
- Артјом Параховски
- Брајан Рендл
- Самардо Самјуелс
- Маркус Слотер
- Дижон Томпсон
- Радисав Ћурчић
- Јотам Халперин
- Јуџин Џетер